# Moineau espagnol
 Passer hispaniolensis
Espèce
Statut de conservation UICN

 LC  : Préoccupation mineure
Le Moineau espagnol (Passer hispaniolensis) est une espèce d'oiseaux appartenant à la famille des Passeridae. Il est présent dans la région méditerranéenne ainsi qu'en Asie centrale.

## Historique et dénomination
L'espèce Passer hispaniolensis a été décrite par le zoologiste hollandais Coenraad Jacob Temminck en 1820.

## Description
Cet oiseau mesure environ 15 cm et pèse en moyenne entre 28 et 29 g.
Il ressemble généralement beaucoup au Moineau domestique mais le mâle en plumage nuptial est cependant bien différent. Sa bavette noire s'étend sur la poitrine, des stries de même couleur longues et épaisses marquent les flancs. Les côtés de la tête sont plus blancs et la calotte marron vif est bordée d'étroits sourcils blancs. Son bec est aussi plus massif et plus long. Sa voix est plus grave et plus sonore avec certains cris plus longs comportant un trille.

## Vocalisation
Les vocalisations du moineau espagnol se trouvent être très similaires à celles du Moineau domestique. Comme la plupart des oiseaux, celui-ci possède plusieurs cris et chants correspondant à plusieurs situations. Une paire de gazouillis stridents assez forts sont émis lorsque les individus se présentent à leur nid. Des sons plus doux sont produits par les oiseaux arrivants et partants[style à revoir] des sites de repos. D’autres appels peuvent être émis, ceux-ci sont très semblables aux appels du moineau domestique. Dans ces autres appels, il y a des cris d’alarme, pour les départs en vols, pour des couples accouplés.

## Répartition
Le Moineau espagnol peuple le sud et le centre de l'Espagne et du Portugal (où il est rare et localisé), la Corse (il est très rare dans cette île. Quelques individus, probablement en provenance de Sardaigne, sont présents dans l'extrême sud, mais la plupart semblent être des hybrides avec le Moineau cisalpin Passer italiae), la Sardaigne, la Sicile, la Bulgarie, le nord de la Grèce mais aussi la Crète, Rhodes, Chypre, la Turquie, la Serbie (très localement), la plupart des îles du Cap-Vert, le Maroc, l'Algérie, la Tunisie, Malte, les franges littorales de la Libye et de l'Égypte ainsi que le Proche-Orient.
Les populations de cette dernière région sont très nettement migratrices et passent l'hiver dans le nord de l'Arabie et le long d'une partie du cours du Nil en Égypte.
La plupart des populations des Balkans et de Turquie sont migratrices.

## Habitat
Cet oiseau fréquente les zones agricoles avec des buissons, des arbustes et des arbres, les bosquets et les fourrés des plaines et des vallons. Il apprécie le voisinage des zones humides mais ne peuple que localement les abords des habitations. Il est également présent dans des environnements urbains lorsque le Moineau domestique n'y est pas présent.

## Hybridation
Cette espèce s'hybride localement avec le Moineau domestique et les jeunes ressemblent alors au Moineau cisalpin. L'hybridation avec le Moineau friquet est rare. En Sicile, il s'hybride aussi avec le Moineau cisalpin.

## Sous-espèces
Cet oiseau est représenté par deux sous-espèces :
- Passer hispaniolensis hispaniolensis du sud de l'Europe et de l'Afrique du Nord ;
- Passer hispaniolensis transcaspicus (un peu plus pâle au moins en plumage internuptial) du Proche-Orient.

Sur de nombreuses îles méditerranéennes, les populations sont intermédiaires entre cette espèce (auxquelles elles sont rattachées sous la dénomination hybride x maltae) et le Moineau cisalpin.

### Passer hispaniolensis hispaniolensis
Cette sous-espèce est observable dans la partie occidentale du continent. Ils se trouvent dans certaines parties de la péninsule Ibérique, en Grèce, au nord de l'Afrique ainsi que dans les Balkans.

### Passer hispaniolensis transcaspicus
Cette sous-espèce est orientale et se reproduit dans les îles telles que Chypre, au Moyen-Orient, en Asie centrale, jusqu'en Chine.

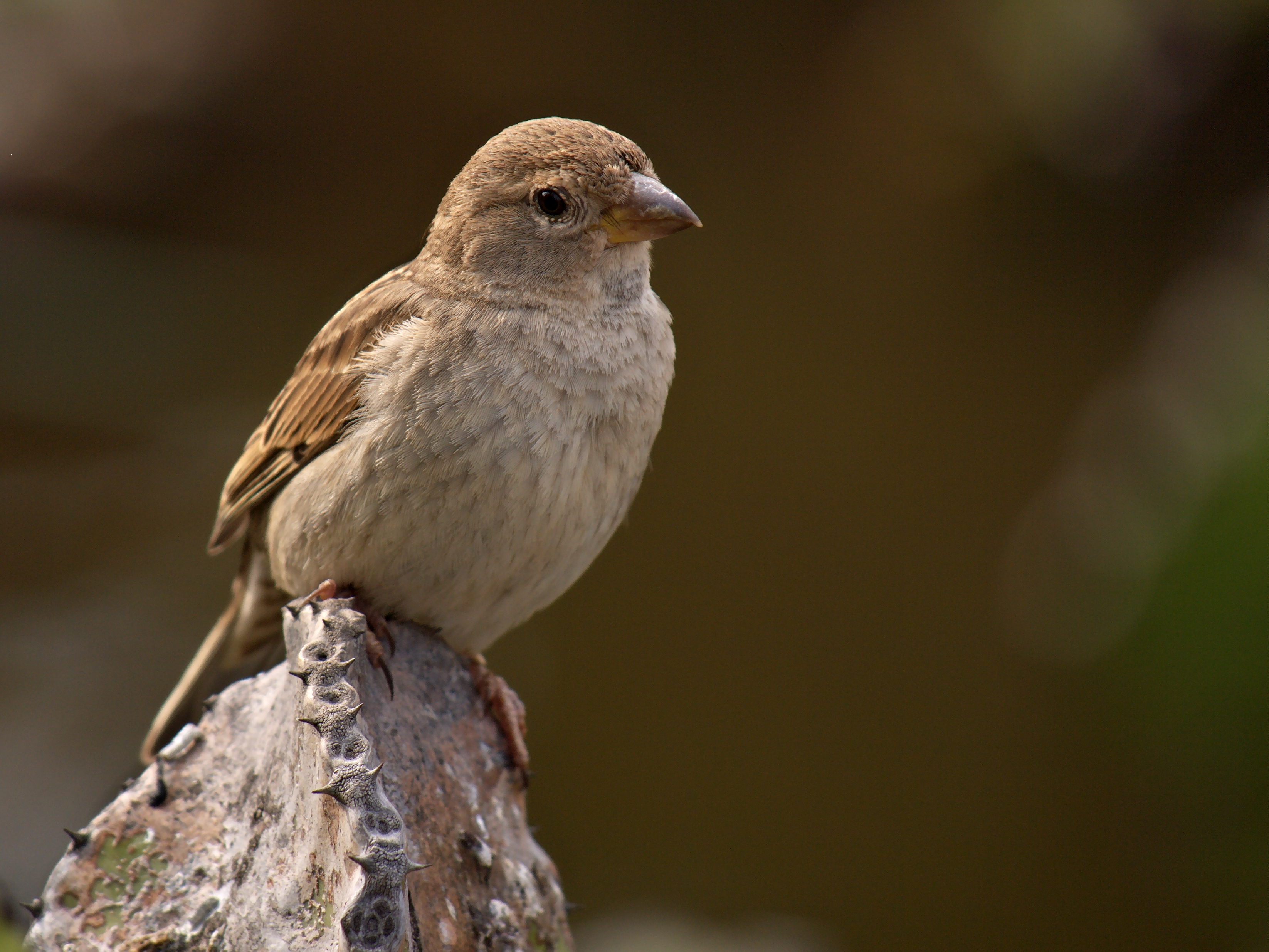
Femelle
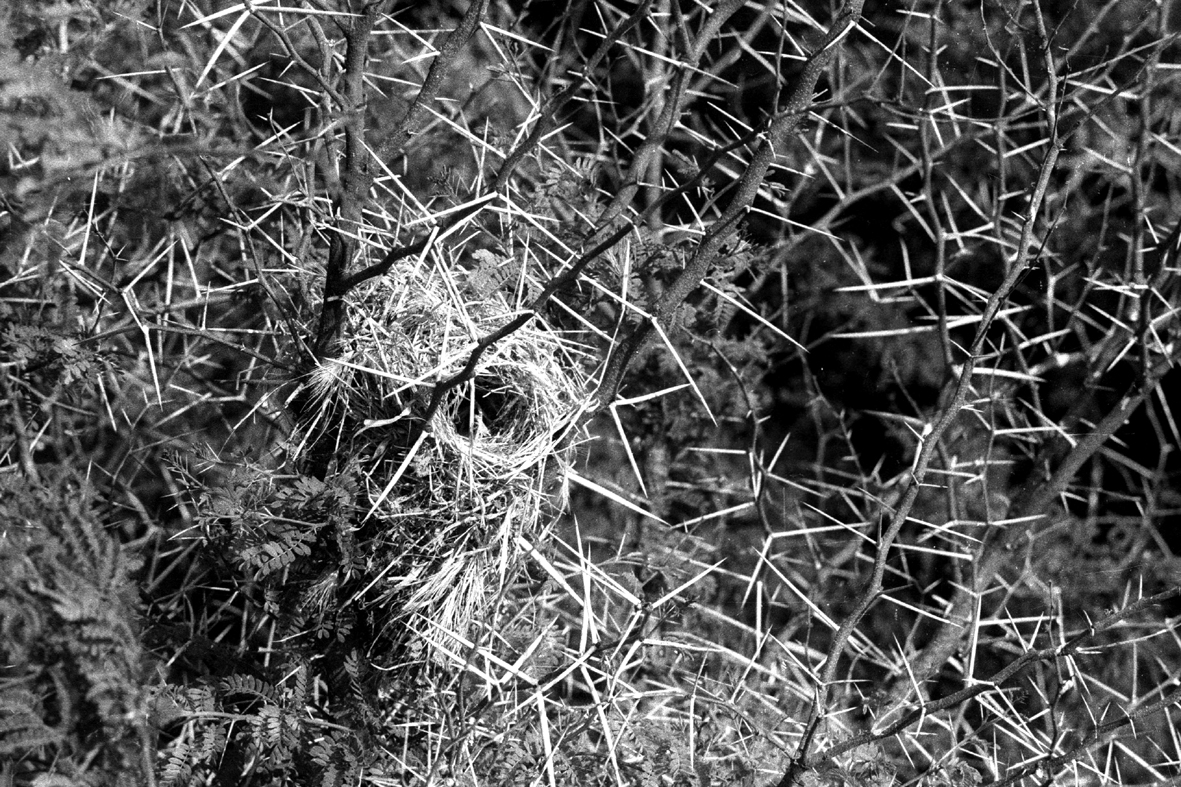
Moineau espagnol : nid dans une haie d'acacia
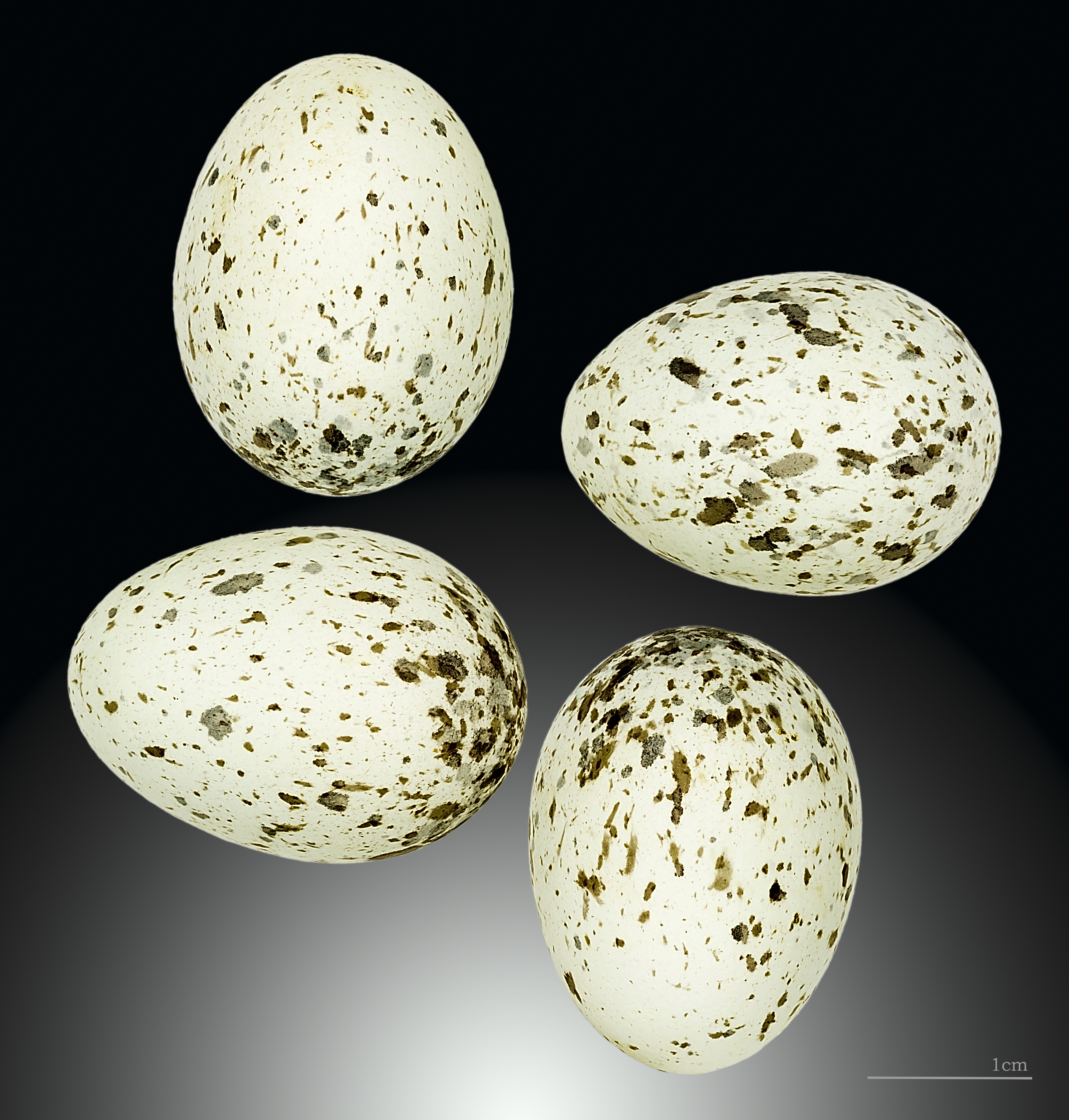
Œufs de Moineau espagnol - Muséum de Toulouse